# روبرت كابا
روبرت كابا (بالفرنسية: Robert Capa)‏ ـ (ولد باسم فريدمان إندري (بالمجرية: Friedmann Endre) في 22 أكتوبر 1913 - 25 مايو 1954) مصور حرب ومصور صحفي مجري غطى خمس حروب هي الحرب الأهلية الإسبانية والحرب اليابانية الصينية الثانية والحرب العالمية الثانية في أوروبا وحرب فلسطين سنة 1948 والحرب الهندوصينية الأولى. وثق سير الحرب العالمية الثانية في لندن وشمال أفريقيا وإيطاليا ومعركة نورماندي على شاطئ أوماها، وكذلك تحرير باريس.
في سنة 1947 اشترك كابا مع ديفيد سيمور وهنري كارتييه بريسون وجورج رودجر ووليم فانديفيرت في تأسيس «ماغنم فوتوز» (بالإنجليزية: Magnum Photos)‏ في باريس، لتكون أول وكالة تعاونية في العالم ضمت أكثر من مصور حر.
لقي كابا حتفه عصر يوم 25 مايو 1954، إثر انفجار لغم أرضي فيه أثناء تغطيته للحرب الهندوصينية الأولى بصحبة القوات الفرنسية.

## اقرأ أيضاً
- غيردا تارو

## روابط خارجية
- روبرت كابا على موقع IMDb (الإنجليزية)
- روبرت كابا على موقع الموسوعة البريطانية (الإنجليزية)
- روبرت كابا على موقع ميوزك برينز (الإنجليزية)
- روبرت كابا على موقع إن إن دي بي (الإنجليزية)
- روبرت كابا على موقع قاعدة بيانات الفيلم (الإنجليزية)